# Selección de balonmano de Bolivia
La Selección de balonmano de Bolivia es el equipo formado por jugadores de nacionalidad Boliviana que representa a la Federación Boliviana de Handball en las competiciones internacionales organizadas por la Federación Internacional de Balonmano (IHF) o el Comité Olímpico Internacional (COI).
Es la selección más nueva del mundo de Balonmano, fue creada en enero del 2011 después de la selección de Kosovo que fue creada en el 2008. Se presentó en los juegos IHF Challenge trophy en las fechas 13, 14, 15 y 16 de julio en la categorías juvenil y junior, enfrentándose a equipos cono Perú, Ecuador, Paraguay.

## Historial

### Juegos Olímpicos
- 2008 - No participó

### Campeonatos del Mundo
- 2011 - No participó

### XI Juegos Suramericanos Cochabamba 2018
Si participó

### Juegos Suramericanos
- 2014 - No participó

- Datos: Q7217622